# مارکو استامنیچ
مارکو استامنیچ (سیریلیک صربی: Марко Сеуфату Никола Стаменић؛ زادهٔ ۱۹ فوریهٔ ۲۰۰۲) بازیکن فوتبال اهل نیوزیلند است که در حال حاضر به صورت قرضی از باشگاه فوتبال ناتینگهام فارست برای باشگاه فوتبال المپیاکوس بازی می‌کند. 
از باشگاه‌هایی که در آن بازی کرده است می‌توان به باشگاه فوتبال کپنهاگن اشاره کرد.
وی همچنین در تیم‌های ملی فوتبال زیر ۱۷ سال، زیر ۲۳ سال و بزرگسالان نیوزیلند بازی کرده است.